# Taviodes congenita
Taviodes congenita là một loài bướm đêm trong họ Noctuidae.